# Массы
Ма́ссы (также наро́дные ма́ссы или наро́д) — политическое клише, применяемое некоторыми авторами для обозначения малообразованной части населения, состоящей, как правило, из работников
физического труда и членов их семей.

## Понятие в различных государствах и странах
В древней Греции народ обозначался словом демос, однако с развитием рабовладения слово «демос» стало обозначать лишь массу свободных граждан, которые даже могли не являться большинством.
Во Франции во времена абсолютизма народ совпадал с третьим сословием. Однако чаще народ не совпадает с каким-либо сословием или классом, а охватывает сразу несколько классов.
Хэймин (яп. 平民 букв. — простой народ) — 3-е сословие в Японии после 1872. Реформа 1872 вместо прежнего деления на 4 сословия (самураи, крестьяне, ремесленники, купцы) выделила 3: высшее дворянство (кадзоку), нетитулованное дворянство (сидзоку) и массы (хэймин), включавшую формально ликвидированную в августе 1871 касту париев (эта). Хотя закон 1872 установил формальное равенство всех сословий, а в 1873 были разрешены браки между их представителями, в целом хэймин оставалось бесправным сословием. Однако его верхушка — крупная буржуазия усиливала своё влияние, а некоторые её представители приобрели титулы.

## Понятие в различных учениях
В марксизме народ считается творцом истории. «Употребляя слово: „народ“, Маркс не затушевывал этим словом различия классов, а объединял определенные элементы, способные довести до конца революцию» (см. В. И. Ленин, Полное собрание соч., 5 изд., т. 26, с. 58).
В России в XIX веке среди интеллигенции стало набирать силу сочувствие к народу, стремление к его освобождению (см. также статью Народничество). Особенно большую роль тема народа играла в творчестве Н. А. Некрасова, А. Я. Герцена, Л. Н. Толстого. Появлялись организации, партии и движения, провозглашавшие целью освобождение народа: в XIX веке — Народная расправа, Народная воля, анархисты и другие, в начале XX века — Партия народной свободы, Партия народных социалистов и другие.
Власти различных республик управляют, или утверждают, что управляют, от имени народа. При этом многие социалистические страны называли себя народными республиками. Популизм — обобщающее понятие для различных политических тенденций, которые утверждают, что представляют народ, обычно со значением, что они служат простому народу, а не элите, то есть начальникам.
По мнению американского ученого-обществоведа Эрика Хоффера понятие «народные массы» (англ. Common people — «простой народ») может касаться любых индивидов, независимо от уровня образования и культуры, действующих под воздействием элементарных импульсов
и маловосприимчивых к доводам разума. Подобное поведение («растворение в массе»), по мнению Хоффера приводит к снижению умственных способностей участников.